# 1.º distrito congresional de Minnesota
El 1.º distrito congresional es un distrito congresional que elige a un Representante para la Cámara de Representantes de los Estados Unidos por el estado de Minnesota.  Según la Oficina del Censo, en 2011 el distrito tenía una población de 642 142 habitantes. La representación de esta jurisdicción se encuentra vacante desde el 17 de febrero de 2022, debido al fallecimiento de Jim Hagedorn.

## Geografía
El 1.º distrito congresional se encuentra ubicado en las coordenadas 43°53′56″N 93°42′42″O / 43.89889, -93.71167.

## Demografía
Según la Oficina del Censo de los Estados Unidos, en 2011 había 642 142 personas residiendo en el 1.º distrito congresional. De los 642 142 habitantes, el distrito estaba compuesto por 605 897 (94.4%) blancos; de esos, 597 280 (93%) eran blancos no latinos o hispanos. Además 13 304 (2.1%) eran afroamericanos o negros, 1 747 (0.3%) eran nativos de Alaska o amerindios, 13 858 (2.2%) eran asiáticos, 125 (0%) eran nativos de Hawái o isleños del Pacífico, 6 355 (1%) eran de otras razas y 9 473 (1.5%) pertenecían a dos o más razas. Del total de la población 31 930 (5%) eran hispanos o latinos de cualquier raza; 25 163 (3.9%) eran de ascendencia mexicana, 903 (0.1%) puertorriqueña y 368 (0.1%) cubana. Además del inglés, 848 (3.9%) personas mayor a cinco años de edad hablaban español perfectamente.
El número total de hogares en el distrito era de 255 104, y el 65.7% eran familias en la cual el 29.3 tenían menores de 18 años de edad viviendo con ellos. De todas las familias viviendo en el distrito, solamente el 54.1% eran matrimonios. Del total de hogares en el distrito, el 5.6 eran parejas que no estaban casadas, mientras que el 0.3% eran parejas del mismo sexo. El promedio de personas por hogar era de 2.43. 
En 2011 los ingresos medios por hogar en el distrito congresional eran de US$52 093, y los ingresos medios por familia eran de US$78 034. Los hogares que no formaban una familia tenían unos ingresos de US$87 047. El salario promedio de tiempo completo para los hombres era de US$43 045 frente a los US$34 545 para las mujeres. La renta per cápita para el distrito era de US$26 374. Alrededor del 6.9% de la población estaban por debajo del umbral de pobreza.